# Acacia antunesii
Acacia antunesii é uma espécie de leguminosa do gênero Acacia, pertencente à família Fabaceae.